# Konståret 1986

## Händelser

### Juni
- 5 juni – En 39-åring i Stockholm erkänner att han sedan 1978 förfalskat ett 50-tal konstverk, på vilket han tjänat bortåt 400 000 SEK. Han hade specialiserat sig på spanska konstnärerna Joan Miro och Antoni Tàpies.[1]

### November
- 5 november – Prins Eugen-medaljen tilldelas Carl Fredrik Reuterswärd, målare, Jan Wallinder, arkitekt, Jan Gezelius, arkitekt, Henning Larsen, dansk arkitekt, Bertil Lundberg, grafiker, och Vuokko Eskolin-Nurmesniemi, finländsk konsthantverkare.

### Okänt datum
- Erland Cullberg utnämns till "årets konstnär" i Sverige.
- Gilbert and George tilldelades Turnerpriset.

## Verk

### Byggnadsverk
- 1 mars överlåts Hundertwasserhaus i Wien till hyresgästerna

## Födda
- 20 mars - Cecilia Ahlqvist, svensk konstnär.

## Avlidna
- 23 januari - Joseph Beuys (född 1921), tysk konstnär.
- 16 februari - Erik Olsson 85, svensk konstnär.[1]
- 15 augusti - Harald Wiberg, svensk konstnär.[1]
- 31 augusti - Henry Moore (född 1898), brittisk modernistisk skulptör.[1]
- 7 september - Axel Olson (född 1899), 88, svensk konstnär.
- 25 september - Franz von Lampe (född 1918), svensk violinpedagog och skulptör.
- 6 december - René Brô (född 1930), fransk målare.
- 30 december - Ilhan Koman (född 1921), turkisk konstnär.

### Fotnoter
1. 1 2 3 4   Horisont 1986. Bertmarks